# Steenknikmos
Steenknikmos  (Bryum pallescens) is een soort mos uit het geslacht knikmos (Bryum).

## Determinatie
Dit mos vormt dichte, donker tot lichtgroene bosjes of kussens die gewoonlijk 1–4 cm hoog zijn. De bladeren zijn 2,5–3,5 mm lang, met een duidelijke rand, ze lopen niet door tot aan de stengel bij de roodachtige basis en hebben een kort uitstekende nerf. De sporenkapsels komen vaak voor in de zomer, zijn 2,5–4 mm lang, hangen naar beneden of minder vaak bijna horizontaal en worden gedragen door een seta van ongeveer 2–3 cm lang.

## Ecologie
Steenknikmos leeft op kale vochtige bodem. Het groeit op bij grof zand en gruis.

## Verspreiding
In Nederland komt steenknikmos zeer zeldzaam voor.

## Fotogalerij

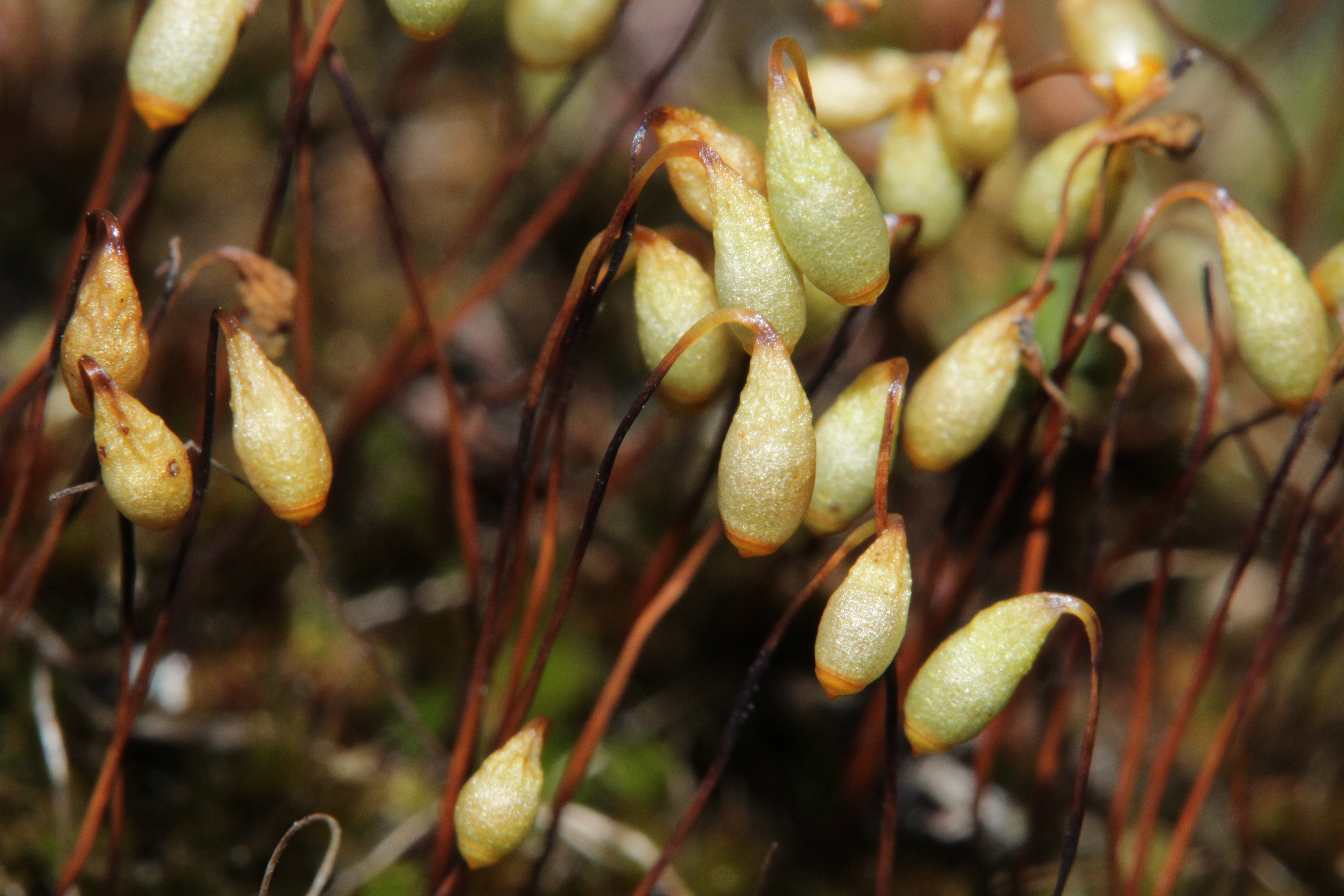
Sporenkapsels
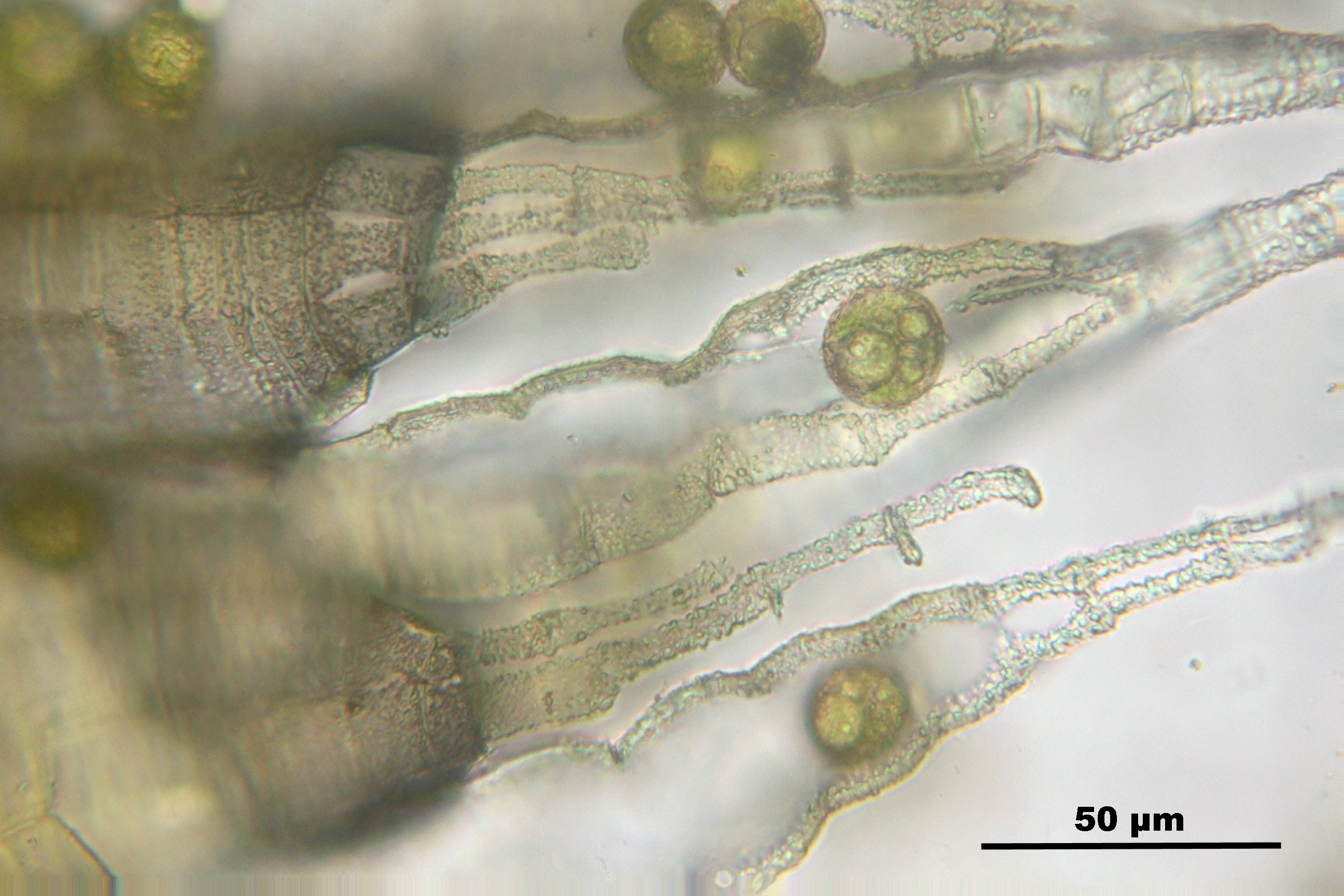
Peristoom
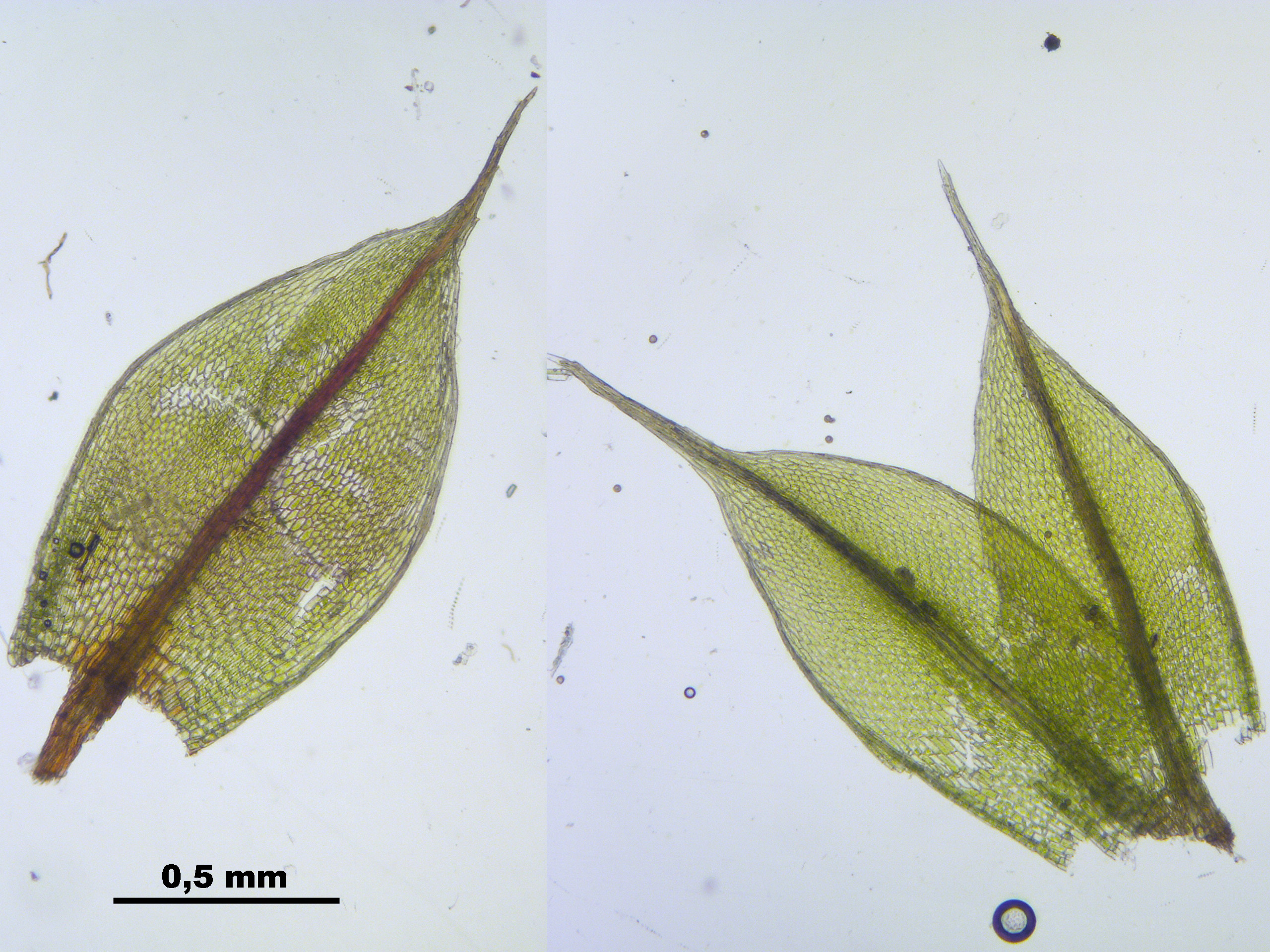
Blad
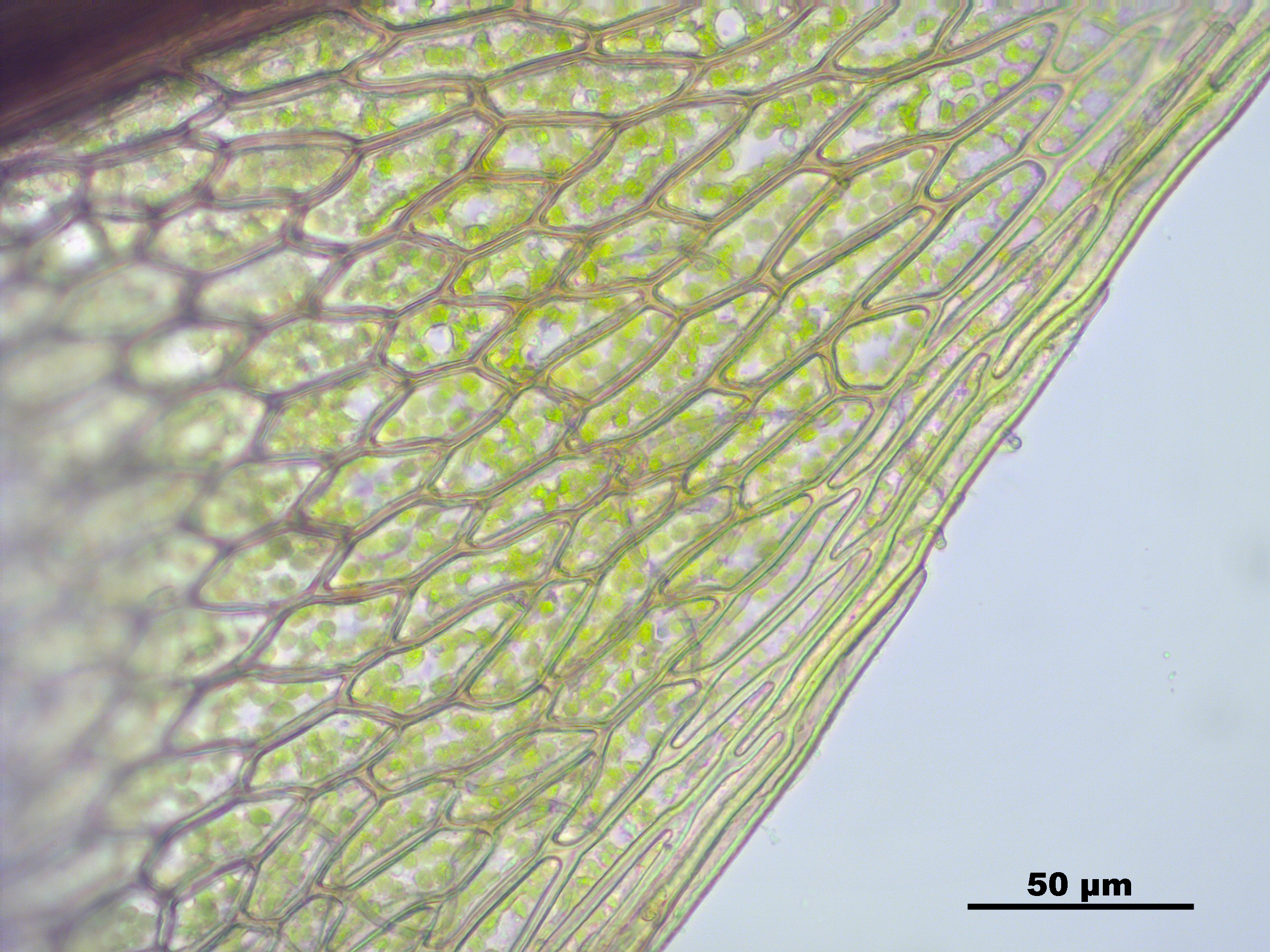
Bladcellen
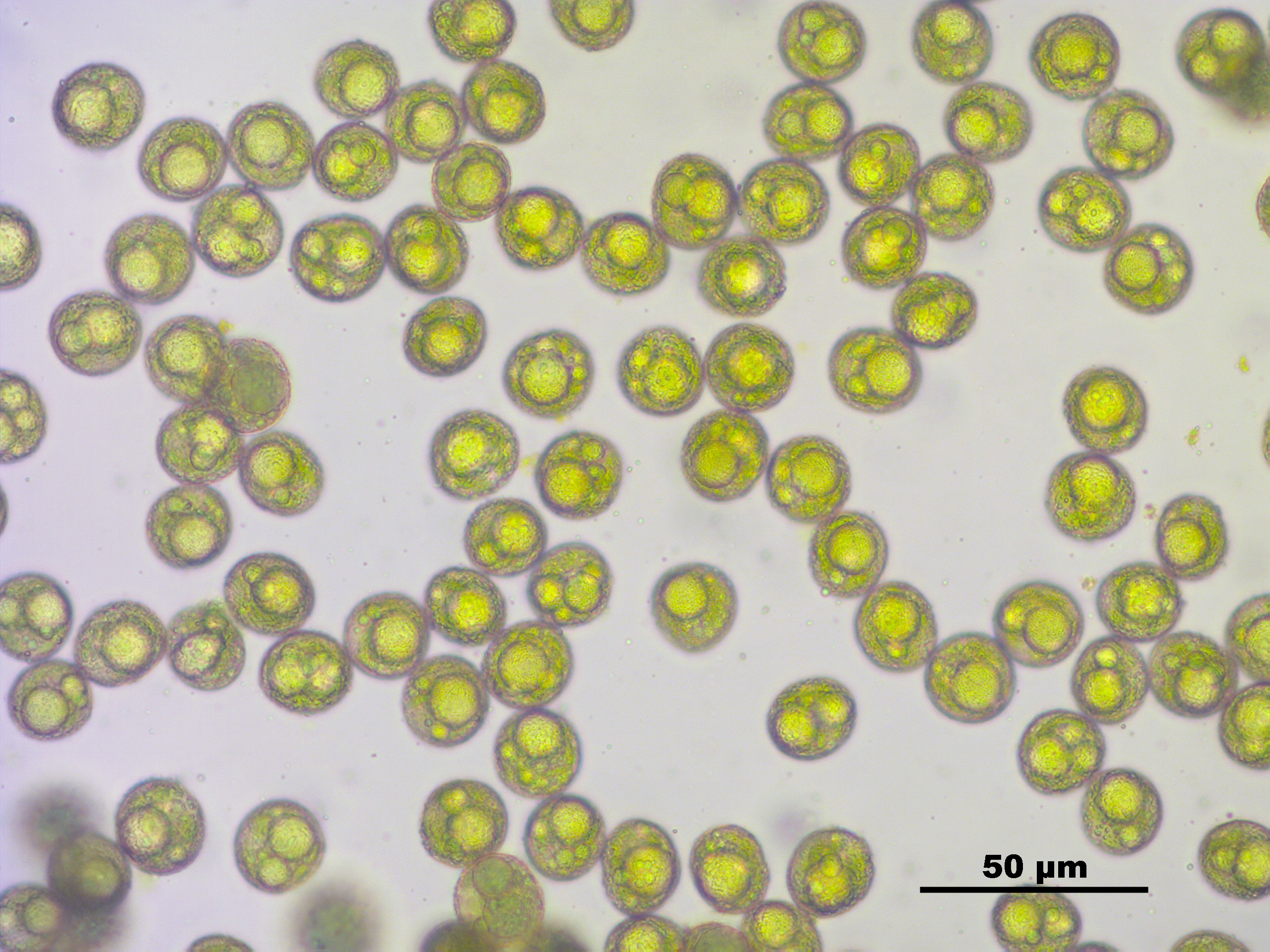
Sporen